# Mall
Mall (em albanês: Anseio) é uma canção interpretada pelo cantor albanês Eugent Bushpepa. Esta canção irá representar a Albânia no Festival Eurovisão da Canção de 2018.